# ヴォイチェフ・フィバク
ヴォイチェフ・フィバク（Wojciech Fibak, 1952年8月30日 - ）は、ポーランド・ポズナニ出身の元男子プロテニス選手。1970年代から1980年代前半にかけて活躍した、当地最大の男子テニス選手である。ポーランド語での現地綴りは Wojciech Fibak であるが、英語文献では短縮した Wojtek Fibak という名前で表記される。シングルス自己最高ランキングは10位で、男子テニス世界ランキングでトップ10位以内に入った初めてのポーランド人選手である。ATPツアーでシングルス15勝、ダブルス52勝を挙げた。身長182cm、体重72kg、右利き。フィバクはジミー・コナーズやギリェルモ・ビラスと同じ年にあたり、この3人は生まれた時期も近い。

## 来歴
ポーランド中西部にあるヴィエルコポルスカ県の県都・ポズナニで大学教授の息子として生まれたヴォイチェフ・フィバクは、1972年から男子テニス国別対抗戦・デビスカップのポーランド代表選手となった。彼は大学の法学部で弁護士になるための勉強をしていたが、ポーランド・テニス連盟の反対を押し切って、1974年にポーランド人として最初の「プロテニス選手」になった。1975年に男子テニスツアーでダブルス年間5勝を挙げる。1976年5月にイギリス・ボーンマスの大会でシングルス初優勝を果たし、この年にシングルス3勝、ダブルス7勝を記録した。1977年、フィバクは全仏オープンで初めて4大大会の男子シングルス準々決勝に勝ち進み、男子ダブルスでチェコスロバキアのヤン・コデシュとペアを組んで決勝に進出した。シングルス準々決勝ではギリェルモ・ビラスに完敗し、ダブルス決勝ではブライアン・ゴットフリート（アメリカ）＆ラウル・ラミレス（メキシコ）組に敗れて準優勝に終わっている。この年はシングルスで2勝、ダブルスで10勝を積み上げた。
そしてついに、1978年の全豪オープン男子ダブルスで、フィバクはキム・ウォーウィック（オーストラリア）とのペアで初優勝を達成する。これはポーランド人の男子テニス選手による、4大大会初優勝であった。過去には第2次世界大戦直前の時代に、当地最大の女子テニス選手であるヤドヴィガ・イェンジェヨフスカ（1912年 - 1980年）の活躍があった。イェンジェヨフスカは1939年全仏選手権の女子ダブルスでポーランド人選手として初の4大大会優勝を飾ったが、女子シングルスでは3度の準優勝に終わり、1937年ウィンブルドンと全米選手権（同年度に2大会連続）、1939年全仏選手権の決勝で敗れた人である。まだ共産主義の支配下にあった1970年代後半のポーランドで、フィバクは当地の国民的英雄として尊敬を集めた。
4大大会シングルスでのフィバクは、1980年に全仏オープンで3年ぶり2度目の準々決勝に進んだ後、ウィンブルドン、全米オープンでもベスト8に入り、3大会連続で準々決勝進出がある。全仏オープンの準々決勝では、ビタス・ゲルレイティス（アメリカ）に 3-6, 7-5, 4-6, 6-3, 3-6 のフルセットで惜敗した。ウィンブルドンでは4回戦でそのゲルレイティスに雪辱を果たしたが、続く準々決勝でブライアン・ゴットフリートにストレートで敗れた。全米オープンでも4回戦でギリェルモ・ビラスを破ったが、準々決勝で全豪オープン優勝者のヨハン・クリーク（南アフリカ）に 6-4, 2-6, 6-3, 1-6, 6-7 のフルセットで敗れ（最終第5セットはタイブレークによる）、3大会連続で4強入りのチャンスを逃している。
フィバクの男子テニスツアーでのシングルス優勝は、1982年に獲得した3勝が最後になったが、ダブルスでは1987年まで優勝記録がある。1985年、フィバクはアメリカ・カリフォルニア州に「南カリフォルニア・ポーランド・テニス協会」（Polish Tennis Association of Southern California）を設立した。選手としての全盛期が過ぎた後も、1990年と1992年の2度デビスカップでポーランド・チームのダブルスに出場したこともある。イワン・レンドルがチェコスロバキアからアメリカに移住した当時のコーチを務めたこともあった。
フィバクはポーランド国内でも有数の美術品収集家として知られ、2001年に「フィバク・ギャラリー」を設立した。選手引退後は実業家として、多方面の事業を手がけている。
ヴォイチェフ・フィバクの全盛期から四半世紀あまり後、2008年7月にアグニエシュカ・ラドワンスカがポーランド人女性として史上初の世界トップ10入りを成し遂げ、2012年ウィンブルドン選手権女子シングルスで準優勝した。2014年全豪オープンではルカシュ・クボットがロベルト・リンドステットと組んだ男子ダブルスで優勝し、ポーランド人としてフィバク以来36年ぶりの4大大会タイトルを獲得した。